# Камышенка (Петропавловский район)
Камы́шенка — село в Петропавловском районе Алтайского края. Административный центр и единственный населённый пункт Камышенского сельсовета.

## География
Село расположено на берегах реки Большая Камышинка (бассейн Ануя). Абсолютная высота — 261 м над уровнем моря.

## История
Основано в 1858 году. В 1926 году в селе имелось 586 хозяйств и проживало 4319 человек (2100 мужчин и 2219 женщин). В национальном составе населения того периода преобладали русские. Действовали школа I ступени и лавка общества потребителей. В административном отношении являлось центром Камышенского сельсовета Сычёвского района Бийского округа Сибирского края.

## Население
| 1926  | 1997  | 1998  | 1999  | 2000  | 2001  |
| ----- | ----- | ----- | ----- | ----- | ----- |
| 4319  | ↘1921 | ↗1932 | →1932 | ↘1920 | ↘1830 |
| 2002  | 2003  | 2004  | 2005  | 2006  | 2007  |
| ↘1805 | ↗1816 | ↘1768 | ↘1734 | ↘1692 | ↘1651 |
| 2008  | 2009  | 2010  | 2011  | 2012  | 2013  |
| ↘1648 | ↘1620 | ↘1482 | ↘1479 | ↘1470 | ↗1476 |
| 2014  | 2015  | 2016  | 2017  | 2018  | 2019  |
| ↘1455 | ↘1435 | ↘1425 | ↗1447 | ↘1432 | ↘1408 |
| 2020  | 2021  |       |       |       |       |
| ↘1374 | ↘1365 |       |       |       |       |

Национальный состав
Согласно результатам переписи 2002 года, в национальной структуре населения русские составляли 99 %.